# 자원 기술 프레임워크

자원 기술 프레임워크(Resource Description Framework, RDF)는 웹상의 자원의 정보를 표현하기 위한 규격이다. 상이한 메타데이터 간의 어의, 구문 및 구조에 대한 공통적인 규칙을 지원한다. 웹상에 존재하는 기계 해독형(machine-understandable)정보를 교환하기 위하여 월드 와이드 웹 컨소시엄에서 제안한 것으로, 메타데이터간의 효율적인 교환 및 상호호환을 목적으로 한다. 메타 데이터 교환을 위해서 명확하고 구조화된 의미표현을 제공해 주는 공통의 기술언어로 XML(eXtensible Markup Language)을 사용하기도 한다. RDF는 데이터 모형, 데이터의 상호교환을 위한 구문, 스키마 모형, 기계 해독형 스키마를 위한 구문, 질문과 프로파일 프로토콜과 같은 요소로 구성된다.

## RDF 데이터 모형
RDF 데이터 모형(data model)은 메타데이터의 일관적인 인코딩과 교환 및 생성을 지원하기 위한 표현모형으로 여러 가지 유형의 메타데이터가 가지고 있는 어의(semantics)를 정의할 수 있도록 함으로써 구조적인 상호호환성을 제공한다. RDF 데이터 모형은 정보 자원(Resource), 속성 유형(Property Type), 속성값(Value)으로 구성된다. RDF 데이터 모형에서 기술되는 정보 자원은 그 형태에 관계없이 URI로 식별가능한 모든 객체를 의미하며, 하나의 정보 자원은 여러 개의 속성 유형과 속성 값을 가질 수 있다. 속성 유형은 '저자', '서명' 등과 같이 자원의 속성을 적절한 이름으로 표현한 것이다. 속성값은 속성유형에 상응하는 값으로, 문자열이나 숫자 등과 같은 자연어로 상세하게 기술될 수도 있으며, 속성값 자체가 하나의 정보 자원이 되어 고유의 속성(Property)을 가질 수 있다. 속성이란 정보 자원과 속성 유형, 속성값을 모두 포함한 것으로, 속성 그 자체가 다른 속성의 값이 되기도 하며, 또는 그 자신이 또 다른 속성을 가질 수 있다. 이러한 동일한 정보 자원을 참조하고 있는 속성들의 집합을 기술(Description)이라고 한다.

## RDF 구문
RDF 데이터 모형은 메타데이터를 정의하고 사용하기 위한 추상적이고 개념적인 구조를 제공하는 것이다. 실제로 메타데이터를 교환하고 작성하기 위해서는 구체적인 구문(syntax)이 필요하다. 이를 위해서 RDF에서는 상호호환성과 확장성, 검증, 인간 및 기계가독성, 웹 상에서의 운용가능성, 그리고 복잡한 문서의 논리적 구조를 표현해 줄 수 있는 장점을 가지는 XML을 사용하는 경우가 많다. 다만 RDF는 XML 문서유형정의부(DTD)를 정의하지 않는 유연한 구조를 취하고 있다.
RDF에서는 동일 어의를 가진 여러 표현간의 불명확성을 고려하기 위해 XML의 Namespace 기법을 사용하여 RDF기술 내에서 사용되는 어휘들에 대한 정의를 제공하는 메타데이터 스키마를 URI로 선언해 줌으로써 새롭게 작성된 메타데이터 어휘를 기계 해독이 가능하도록 처리해 준다. Namespace정의는 다음과 같은 형식으로 선언된다.
```
<?xml:namespace name="URI" as="some-abbreviation" ?>

```

RDF 구문은 나열형구문(Serialization Syntax)과 축소형구문(Abbreviated Syntax)의 두 가지 형식으로 표현될 수 있는데, 축소형 구문은 HTML 문서 내에 RDF 메타데이터를 포함시킬 경우에 사용된다.

## RDF 스키마
RDF 스키마(Schema)는 특정 메타데이터에서 정의하고 있는 어휘들을 선언하기 위해서 사용된다. 어휘(Vocaburaries)란 속성집합으로 자원을 기술하기 위해 각 메타데이터 형식들에서 정의하고 있는 메타데이터 요소집합을 말한다. 인간이 읽을 수 있고(human-readable) 기계처리가 가능한(machine-processable) 어휘들을 정형화하는 것은 상이한 메타데이터 형식들간의 어휘 확장과 재사용, 상호교환을 가능하게 해 주는 것이며, 이러한 정형화를 위한 것이 바로 RDF 스키마이다. RDF 스키마는 RDF의 데이터 모형과 구문 명세에 의해서 표현된다. 현재 RDF 스키마 명세는 개발단계에 있으며, 더 많은 연구가 필요된다. 기본적인 RDF스키마 유형으로는 property, propertyType, instanceOf, subclassof, allowedPropertyType, Range 가 있다.

## 더블린 코어에서의 RDF 적용
더블린 코어 제5차 워크숍에서 다양한 형식의 메타데이터를 지원하기 위한 구조로 RDF를 채택하였으며, 특히 더블린코어 메타데이터를 RDF로 구현하였다. RDF를 이용하여 더블린 코어를 기술하기 위해 우선 더블린코어의 15가지 기술 요소를 더블린 코어 스키마로 정의하고, Namespace기법을 이용하여 더블린 코어를 선언한 후에 실제 정보자원의 기술을 위한 더블린 코어 레코드를 작성한다.

## 같이 보기
- 시맨틱 웹
- 메타데이터
- 더블린 코어